# Марко Андреоллі
Марко Андреоллі (італ. Marco Andreolli; нар. 10 червня 1986, Понте-делл'Оліо) — італійський футболіст, захисник клубу «К'єво». Грав за молодіжну збірну Італії.
Володар Кубка Італії. Дворазовий чемпіон Італії. Дворазовий володар Суперкубка Італії з футболу.

## Клубна кар'єра
Народився 10 червня 1986 року в місті Понте-делл'Оліо. Вихованець юнацьких команд футбольних клубів «Падова» та «Інтернаціонале».
У дорослому футболі дебютував 2004 року виступами за команду клубу «Інтернаціонале», в якій провів три сезони, взявши участь лише у 7 матчах чемпіонату.
Влітку 2007 року перейшов до «Роми», у складі якої, втім, пробитися до основної команди не зміг і на початку 2008 року був відданий в оренду до «Віченци». Сезон 2008/2009 провів також в оренді, цього разу в «Сассуоло». Влітку 2009 року повернувся до «Роми», проте знов таки не став гравцем основного складу «вовків» і влітку 2010 року перейшов до «К'єво».
2013 року повернувся до рідного «Інтернаціонале». Протягом першого сезону після повернення до Мілана провів за «нераззуррі» лише 4 матчі в національному чемпіонаті, згодом також виходив на поле у складі команди дуже нерегулярно. Також не зумів заграти й у складі іспанської «Севільї», до якої віддавався в оренду на сезон 2015/16.
Влітку 2017 року став гравцем «Кальярі», а за півтора року удруге в кар'єрі приєднався до «К'єво».

## Виступи за збірні
2002 року дебютував у складі юнацької збірної Італії, взяв участь у 27 іграх на юнацькому рівні.
Протягом 2005—2009 років залучався до складу молодіжної збірної Італії. На молодіжному рівні зіграв у 23 офіційних матчах.

## Статистика виступів

### Статистика клубних виступів
Станом на 19 травня 2019 року
| Сезон               | Команда             | Чемпіонат           | Чемпіонат | Чемпіонат | Національний кубок | Національний кубок | Національний кубок | Континентальні кубки | Континентальні кубки | Континентальні кубки | Інші змагання | Інші змагання | Інші змагання | Усього | Усього |
| Сезон               | Команда             | Ліга                | Ігор      | Голів     | Ліга               | Ігор               | Голів              | Ліга                 | Ігор                 | Голів                | Ліга          | Ігор          | Голів         | Ігор   | Голів  |
| ------------------- | ------------------- | ------------------- | --------- | --------- | ------------------ | ------------------ | ------------------ | -------------------- | -------------------- | -------------------- | ------------- | ------------- | ------------- | ------ | ------ |
| 2004–05             | «Інтер»             | A                   | 1         | 0         | КІ                 | 0                  | 0                  | ЛЧ                   | 0                    | 0                    | -             | -             | -             | 1      | 0      |
| 2005–06             | «Інтер»             | A                   | 2         | 0         | КІ                 | 2                  | 0                  | ЛЧ                   | 1                    | 0                    | СІ            | 0             | 0             | 5      | 0      |
| 2006–07             | «Інтер»             | A                   | 4         | 0         | КІ                 | 2                  | 1                  | ЛЧ                   | 1                    | 0                    | СІ            | 0             | 0             | 7      | 1      |
| 2007-січ. 2008      | «Рома»              | A                   | 0         | 0         | КІ                 | 0                  | 0                  | ЛЧ                   | 0                    | 0                    | СІ            | 0             | 0             | 0      | 0      |
| січ.-чер. 2008      | «Віченца»           | B                   | 3         | 0         | КІ                 | -                  | -                  | -                    | -                    | -                    | -             | -             | -             | 3      | 0      |
| 2008–09             | «Сассуоло»          | B                   | 28        | 1         | КІ                 | 0                  | 0                  | -                    | -                    | -                    | -             | -             | -             | 28     | 1      |
| 2009–10             | «Рома»              | A                   | 8         | 0         | КІ                 | 1                  | 0                  | ЛЄ                   | 6                    | 1                    | -             | -             | -             | 15     | 1      |
| Усього за «Рому»    | Усього за «Рому»    | Усього за «Рому»    | 8         | 0         |                    | 1                  | 0                  |                      | 6                    | 1                    |               |               |               | 15     | 1      |
| 2010–11             | «К'єво»             | A                   | 28        | 0         | КІ                 | 1                  | 0                  | -                    | -                    | -                    | -             | -             | -             | 29     | 0      |
| 2011–12             | «К'єво»             | A                   | 23        | 1         | КІ                 | 1                  | 0                  | -                    | -                    | -                    | -             | -             | -             | 24     | 1      |
| 2012–13             | «К'єво»             | A                   | 28        | 2         | КІ                 | 0                  | 0                  | -                    | -                    | -                    | -             | -             | -             | 28     | 2      |
| Усього за «К'єво»   | Усього за «К'єво»   | Усього за «К'єво»   | 79        | 3         |                    | 2                  | 0                  |                      |                      |                      |               |               |               | 81     | 3      |
| 2013–14             | «Інтер»             | A                   | 4         | 1         | КІ                 | 2                  | 0                  | -                    | -                    | -                    | -             | -             | -             | 6      | 1      |
| 2014–15             | «Інтер»             | A                   | 6         | 0         | КІ                 | 1                  | 0                  | ЛЄ                   | 6                    | 0                    | -             | -             | -             | 13     | 0      |
| 2015–16             | «Севілья»           | ПД                  | 7         | 0         | КІ                 | 0                  | 0                  | ЛЧ+ЛЄ                | 2+0                  | 0+0                  | -             | -             | -             | 9      | 0      |
| 2016–17             | «Інтер»             | A                   | 6         | 1         | КІ                 | 0                  | 0                  | ЛЄ                   | 1                    | 0                    | -             | -             | -             | 7      | 1      |
| Усього за «Інтер»   | Усього за «Інтер»   | Усього за «Інтер»   | 23        | 2         |                    | 7                  | 1                  |                      | 9                    | 0                    |               | 0             | 0             | 39     | 3      |
| 2017–18             | «Кальярі»           | A                   | 22        | 0         | КІ                 | 1                  | 0                  | -                    | -                    | -                    | -             | -             | -             | 23     | 0      |
| 2018-січ. 2019      | «Кальярі»           | A                   | 4         | 0         | КІ                 | 1                  | 0                  | -                    | -                    | -                    | -             | -             | -             | 5      | 0      |
| Усього за «Кальярі» | Усього за «Кальярі» | Усього за «Кальярі» | 26        | 0         |                    | 2                  | 0                  |                      | -                    | -                    |               | -             | -             | 28     | 0      |
| січ.-черв. 2019     | «К'єво»             | A                   | 8         | 0         | КІ                 | -                  | -                  | -                    | -                    | -                    | -             | -             | -             | 8      | 0      |
| Усього за «К'єво»   | Усього за «К'єво»   | Усього за «К'єво»   | 87        | 3         |                    | 2                  | 0                  |                      | -                    | -                    |               | -             | -             | 89     | 3      |
| Усього за кар'єру   | Усього за кар'єру   | Усього за кар'єру   | 182       | 6         |                    | 12                 | 1                  |                      | 17                   | 1                    |               | 0             | 0             | 211    | 8      |

## Титули і досягнення
- Володар Кубка Італії (1):

«Інтернаціонале»: 2004–05
- Чемпіон Італії (2):

«Інтернаціонале»: 2005–06, 2006–07
- Володар Суперкубка Італії з футболу (2):

«Інтернаціонале»: 2006
«Рома»: 2007